# سایه‌ها (فیلم ۱۹۲۲)
سایه‌ها (انگلیسی: Shadows) فیلمی در ژانر درام به کارگردانی تام فرانک است که در سال ۱۹۲۲ منتشر شد.
از بازیگران آن می‌توان به لان چینی، مارگریت د لا موت، هریسون فورد و والتر لانگ اشاره کرد.